# Полундра
«Полу́ндра!» (также палу́ндра и фалундер, нидерл. vаn оndеrеn — «снизу») — восклицательное междометие, возникшее во времена парусных флотов и изначально имевшее значение «берегись сверху!». Оно использовалось в тех обстоятельствах, когда работавшие на мачтах матросы имели неосторожность уронить что-либо из своего инвентаря или инструментария с большой высоты на палубу. В годы Великой Отечественной войны слово «полундра» служило боевым кличем советских морских пехотинцев. В настоящее время оно чаще всего употребляется как синоним слова «берегись».

## Происхождение
Вопрос, каким образом было заимствовано в русском языке слова «полундра», не имеет однозначного ответа. Слово встречается уже в книге «Наука морская, сиречь опыт о теории и практике управления кораблём и флотом военным» 1774 года. Большинство источников его связывают либо с английским фразеологизмом fall under (stand from under), либо с голландской корабельной командой van onderen, фонетика которых была сильно модифицирована на русскоязычной почве. По мнению советского языковеда П. Я. Черных, анализ семантических и фонетических признаков позволяет отдать приоритет голландскому варианту.